# Yasou Emaki
Yasou Emaki (яп. 八奏絵巻 ясо: эмаки, «Свиток с изображением октета») — второй студийный альбом японской группы Wagakki Band и её первый альбом, состоящий из собственных песен. Вышел 2 сентября 2015 года на лейбле Avex Trax в пяти изданиях: на CD, два видеоиздания и два концертных издания в связке CD и DVD или Blu-ray. Концертные издания содержат запись концертов группы в Shibuya Public Hall 7 января и в ATT Show Box в Тайбэе 10 мая 2015 года. Кроме того, было издано ограниченное издание Goka Kenran Box (яп. 豪華絢爛BOX), которое включает цифровую копию альбома и оба видеоиздания на флеш-накопителе.
На записи представлен сингл «Hangeki no Yaiba», продюсированный Мэттом Уоллесом и использованный в веб-сериале Attack on Titan: Counter Rockets. В альбом также вошли песни «Ikusa» и «Nadeshikozakura», которые стали начальной и финальной темами аниме-сериала Samurai Warriors.
Yasou Emaki возглавил чарты Oricon и Billboard и получил золотую сертификацию Японской ассоциации звукозаписывающих компаний. На 57-й церемонии Japan Record Awards в конце 2015 года альбом принёс группе награду «Хорошее планирование».

## Список композиций
| №                   | Название                                                                                              | Автор(ы)            | Длительность |
| ------------------- | --- | ------------------- | ------------ |
| 1.                  | «Ikusa» (戦-ikusa-, «Война»)                                                                          | Аса                 | 3:40         |
| 2.                  | «Hoshizukiyo» (星月夜, «Звёздная ночь»)                                                               | Матия               | 4:19         |
| 3.                  | «Perfect Blue» («Идеальная синева»)                                                                   | Аса                 | 4:53         |
| 4.                  | «Tsuioku» (追憶, «Воспоминание»)                                                                      | Матия               | 5:16         |
| 5.                  | «Hagane» (鋼-HAGANE-, «Сталь»)                                                                        | Курона              | 4:23         |
| 6.                  | «Furin no Utautai» (風鈴の唄うたい, «Пой с ветряными колокольчиками»)                                 | Юко Судзухана       | 4:44         |
| 7.                  | «Hanabi» (華火, «Фейерверк»)                                                                          | Судзухана           | 4:02         |
| 8.                  | «Kyoshu no Sora» (郷愁の空, «Небо ностальгии»)                                                        | Матия               | 4:57         |
| 9.                  | «Akatsuki no Ito» (暁ノ糸, «Нить рассвета»)                                                           | Матия               | 3:28         |
| 10.                 | «Shiro Madara» (白斑, «Белые пятна»)                                                                  | Матия               | 4:02         |
| 11.                 | «Nadeshikozakura» (なでしこ桜)                                                                        | Судзухана           | 4:45         |
| 12.                 | «Hangeki no Yaiba» (反撃の刃, «Встречное лезвие»)                                                     | Матия               | 3:38         |
| 13.                 | «Senbonzakura» (千本桜, «Тысяча сакур»)                                                               | Куроуса             | 4:30         |
| 14.                 | «Hanafurumai» (華振舞, «Цветочный танец»)                                                             | Киёси Ибукуро Cue-Q | 5:12         |
| 15.                 | «Chikyu Saigo no Kokuhaku wo» (地球最後の告白を, «Последняя исповедь на Земле» [бонусная композиция]) | Кэму                | 4:38         |
| Общая длительность: | Общая длительность:                                                                                   | Общая длительность: | 66:05        |

| №  | Название                               | Длительность |
| -- | -------------------------------------- | ------------ |
| 1. | «Senbonzakura» (видеоклип)             |              |
| 2. | «Hanabi» (видеоклип)                   |              |
| 3. | «Ikusa» (видеоклип)                    |              |
| 4. | «Nadeshikozakura» (видеоклип)          |              |
| 5. | «Hangeki no Yaiba» (видеоклип)         |              |
| 6. | «Akatsuki no Ito» (видеоклип)          |              |
| 7. | «Hangeki no Yaiba» (закадровые съёмки) |              |
| 8. | «Akatsuki no Ito» (закадровые съёмки)  |              |

| №   | Название                                                                                            | Автор(ы)   | Длительность |
| --- | --------------------------------------------------------------------------------------------------- | ---------- | ------------ |
| 1.  | «Rokuchonen to Ichiya Monogatari» (六兆年と一夜物語, «История о шести триллионах лет и одной ночи») | Кэму       |              |
| 2.  | «Hanabi»                                                                                            | Судзухана  |              |
| 3.  | «Hoshizukiyo»                                                                                       | Матия      |              |
| 4.  | «Ikusa»                                                                                             | Аса        |              |
| 5.  | «Nadeshikozakura»                                                                                   | Судзухана  |              |
| 6.  | «Koto Solo» (箏Solo, «Соло на кото»)                                                                | Ибукуро    |              |
| 7.  | «Kyoshu no Sora»                                                                                    | Матия      |              |
| 8.  | «Niji-iro Chocho» (虹色蝶々, «Радужная бабочка»)                                                    | Куроуса    |              |
| 9.  | «Nosho Sakuretsu Girl» (脳漿炸裂ガール, «Девушка и взрыв спиномозговой жидкости»)                   | Рерулили   |              |
| 10. | «Setsuna Trip» (セツナトリップ, «Кратковременное путешествие»)                                      | Last Note. |              |
| 11. | «Tengaku» (天樂, «Музыка Небес»)                                                                    | Юю         |              |
| 12. | «Senbonzakura»                                                                                      | Куроуса    |              |
| 13. | «Children Record» (チルドレンレコード)                                                              | Дзин       |              |

## Участники записи
- Юко Судзухана — вокал
- Матия — гитара; вокал (8)
- Бэни Нинагава — цугару-дзямисэн
- Киёси Ибукуро — кото
- Аса — бас-гитара
- Дайсукэ Каминага — сякухати
- Васаби — барабаны
- Курона — вадайко

## Чарты и сертификация
| Чарт (2015)                                 | Высшая позиция |
| ------------------------------------------- | -------------- |
| Japanese Albums (Oricon)                    | 1              |
| Japan Hot Albums (Billboard Japan)          | 1              |
| Japanese Top Albums Sales (Billboard Japan) | 1              |
| J-Pop Albums (Тайвань)                      | 1              |

| Страна | Сертификация | Продажи |
| ------ | ------------ | ------- |
| Япония | золотой      | 100 000 |